# Shoot-boxing
Le shoot-boxing (ou shoot boxe, ou shootboxing dans la version anglicisée du japonais シュートボクシング) est un sport de combat moderne utilisant les coups de poing, de pied et de genou associés à des techniques de projection et certaines formes de soumissions. C’est avant tout une boxe pieds-poings qui s’est développée sous l’influence du kickboxing par le japonais Caesar Takeshi. Cette discipline, qui correspond au kick-boxing japonais (K-1) originel des années 1960 avec des projections, est un des multiples dérivés du shoot wrestling au Japon.

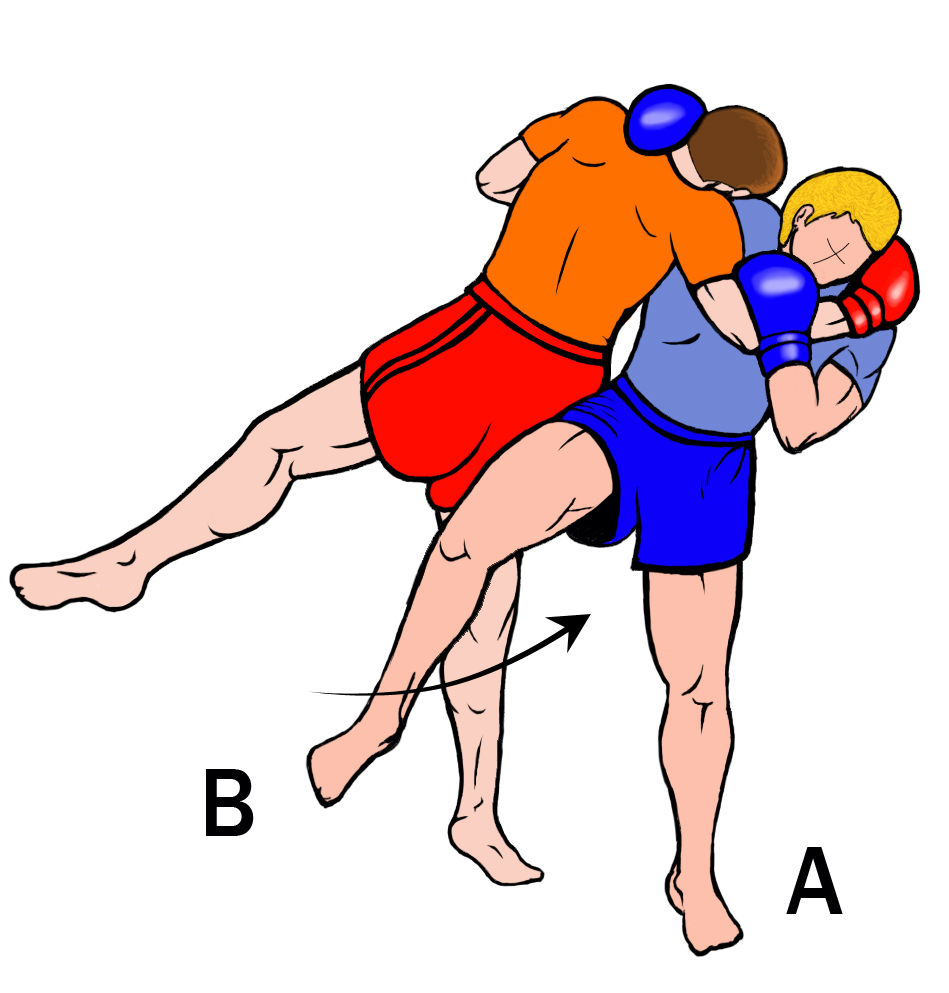
Projection par fauchage au corps à corps

## Histoire
Le shoot-boxing est créé en août 1985 par le kick-boxeur japonais Caesar Takeshi. Certains combattants de MMA ont commencé leur carrière par le shoot-boxing comme Hayato Sakurai. Le shoot-boxing a également attiré dans ses rangs de grands combattants comme le fameux Jens Pulver et également des stars du K-1 World MAX comme Andy Souwer, Albert Kraus et Hayato Sakurai. Le premier grand événement de shoot-boxing a eu lieu le 1er septembre 1985.

## S-Cup World Champions
La coupe du Monde de shoot-boxing (en anglais, Shoot Boxing World Cup ou S-Cup) a lieu tous les deux ans depuis sa création en 1995 et rassemble huit combattants triés sur le volet. Ci-dessous le palmarès depuis sa première édition :

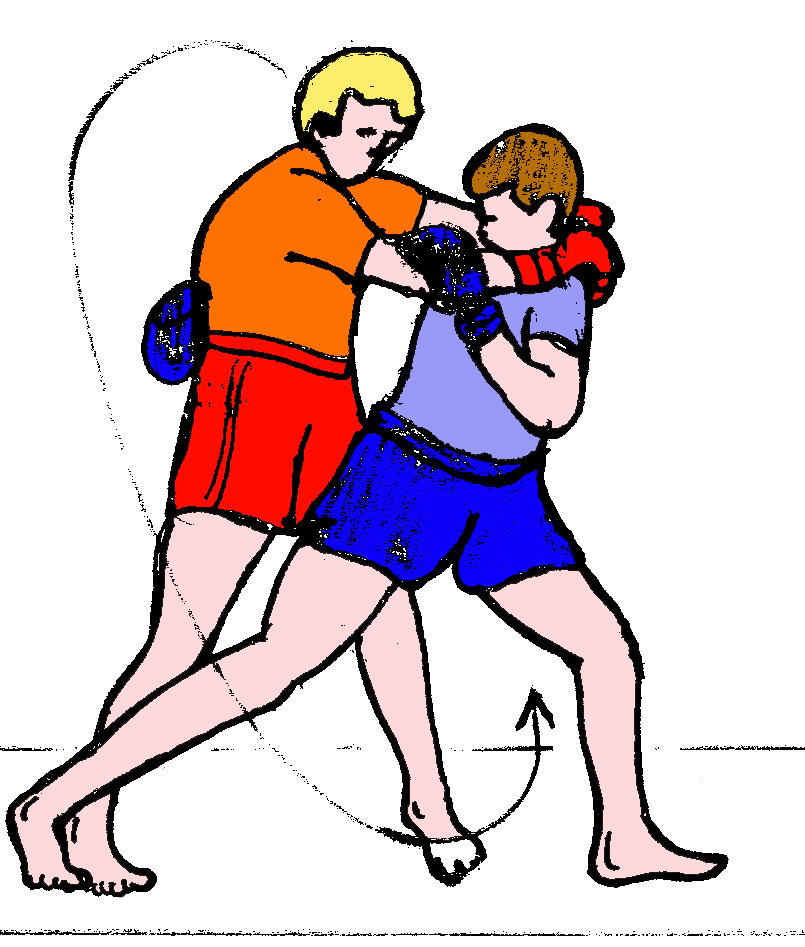
Projection par la hanche

| Tableau de rencontre de l’édition… | Vainqueur         | Finaliste       |
| ---------------------------------- | ----------------- | --------------- |
| Shoot Boxing World Cup 2010        | Buakaw Por.Pramuk | Toby Imada      |
| Shoot Boxing World Cup 2008        | Andy Souwer       | Kenichi Ogata   |
| Shoot Boxing World Cup 2006        | Kenichi Ogata     | Andy Souwer     |
| Shoot Boxing World Cup 2004        | Andy Souwer       | Hiroki Shishido |
| Shoot Boxing World Cup 2002        | Andy Souwer       | Jhon Igo        |
| Shoot Boxing World Cup 1997        | Rayen Simson      | Mohamed Owari   |
| Shoot Boxing World Cup 1995        | Hiromu Yoshitaka  | Ronny Lewis     |

## Divisions et durée des matchs
Les matches de shoot-boxing concernent deux divisions, les espoirs et les élites. En “élite” les matchs sont de cinq rounds de trois minutes chacun. Pour les tournois, c’est-à-dire plusieurs matchs sur la même journée, seulement trois rounds de trois minutes et en cas d’égalité à la fin du temps réglementaire, un extra round de trois minutes permet aux combattants de se départager.

## Particularités réglementaires
Le match peut être remporté par une technique de soumission (clé ou étranglement) en position debout ou en arrivant au sol. 
Une projection à grande amplitude de l’adversaire est signalée par l’arbitre qui annonce de vive voix un « shoot » en levant le bras. 
La tenue de combat respecte le choix du combattant (pantalon ou short).

## Catégories de poids
Depuis 2001, les catégories sont les suivantes :
| Catégorie           | Poids         |
| ------------------- | ------------- |
| Minimumweight class | - 47 kg       |
| Flyweight           | - 50 kg       |
| Bantamweight        | - 52 kg       |
| Super bantamweight  | - 55 kg       |
| Featherweight       | - 57 kg       |
| Super featherweight | - 60 kg       |
| Lightweight         | - 62 kg       |
| Super lightweight   | - 65 kg       |
| Welterweight        | - 67 kg       |
| Super welterweight  | - 70 kg       |
| Middle weight       | - 72 kg       |
| Super middleweight  | - 75 kg       |
| Light heavyweight   | - 80 kg       |
| Heavyweight         | - 85 kg       |
| Super heavyweight   | 90 kg et plus |

### Développement mondial

#### EnFrance
Depuis 2002, le shoot-boxing est promu en France par l’association WKA-France. L’un des premiers à se lancer dans l’aventure des tournois de shoot-boxing est Thierry Muccini.

## Sources
- Alain Delmas, Lexique de la boxe et des autres boxes (Document fédéral de formation d’entraîneur), Aix-en-Provence, 1981-2005
- Patrick Lombardo, Encyclopédie mondiale des arts martiaux, Éditions E.M., Paris, 1997